# Izaak Johannes Brugmans (1843-1910)
Izaak Johannes Brugmans (Groningen, 10 september 1843 - aldaar, 24 januari 1910) was een Groningse spiegelfabrikant, koopman en assuradeur.

## Leven en werk
Brugmans, zoon van de Groningse spiegelmaker Hajo Brugmans en Jacoba Copinga, trad in de voetsporen van zijn vader en werd eveneens spiegelfabrikant aldaar. Hij maakte deel uit van de firma Brugmans & Cie, die jarenlang een winkel in luxe artikelen dreef aan de noordzijde van de Grote Markt.
Als vrijmetselaar was Brugmans lid van de Groninger loge L'Union Provinciale. Van 1894 tot zijn dood in 1910 was hij voorzittend meester van deze uit 1772 stammende loge.
Brugmans was gehuwd met de uit Sneek afkomstige Catharina Haijona Napjus. Hij was de vader van de hoogleraar Hajo Brugmans (1868-1939) en van de assuradeur Auke Brugmans (1870-1956), die jarenlang bestuurslid van het Woon- en Eethuis voor Allen (WEEVA) aan het Gedempte Zuiderdiep was, en grootvader van Ieb Brugmans (officieel eveneens Izaak Johannes Brugmans geheten) en Hendrik Brugmans.